# Liolaemus multicolor
Liolaemus multicolor este o specie de șopârle din genul Liolaemus, familia Tropiduridae, descrisă de Koslowsky 1898. Conform Catalogue of Life specia Liolaemus multicolor nu are subspecii cunoscute.